# Zanthoxylum
Zanthoxylum is een geslacht uit de wijnruitfamilie (Rutaceae). Het geslacht telt ongeveer tweehonderdvijftig soorten groenblijvende en bladverliezende bomen en struiken die voorkomen in de warmgematigde en subtropische delen van de wereld. Van sommige soorten worden van de gedroogde schillen van de vruchtjes de Szechuanpepers samengesteld.

## Soorten
- Zanthoxylum acanthopodium DC.
- Zanthoxylum aculeatissimum Engl.
- Zanthoxylum acuminatum (Sw.) Sw.
- Zanthoxylum ailanthoides Siebold & Zucc.
- Zanthoxylum albiflorum Baker f.
- Zanthoxylum albuquerquei D.R.Simpson
- Zanthoxylum amamiense Ohwi
- Zanthoxylum amapaense (Albuq.) P.G.Waterman
- Zanthoxylum americanum Mill.
- Zanthoxylum amplicalyx Reynel
- Zanthoxylum anadenium (Urb. & Ekman) J.Jiménez Alm.
- Zanthoxylum andamanicum Kurz
- Zanthoxylum andinum Reynel
- Zanthoxylum anison L.O.Williams
- Zanthoxylum anthyllidifolium Guillaumin
- Zanthoxylum apiculatum (Sandwith) P.G.Waterman
- Zanthoxylum arborescens Rose
- Zanthoxylum armatum DC.
- Zanthoxylum asiaticum (L.) Appelhans, Groppo & J.Wen
- Zanthoxylum atchoum (Aké Assi) P.G.Waterman
- Zanthoxylum austrosinense C.C.Huang
- Zanthoxylum avicennae (Lam.) DC.
- Zanthoxylum backeri (Bakh.f.) T.G.Hartley
- Zanthoxylum bajarnandia Wall. ex Hook.f.
- Zanthoxylum beecheyanum K.Koch
- Zanthoxylum bifoliolatum Leonard
- Zanthoxylum bissei Beurton
- Zanthoxylum bonifaziae Cornejo & Reynel
- Zanthoxylum bouetense (Pierre ex Letouzey) P.G.Waterman
- Zanthoxylum brachyacanthum F.Muell.
- Zanthoxylum brisasanum (Cuatrec.) P.G.Waterman
- Zanthoxylum brisoferox Reynel
- Zanthoxylum buesgenii (Engl.) P.G.Waterman
- Zanthoxylum bungeanum Maxim.
- Zanthoxylum burkillianum Babu
- Zanthoxylum calcicola C.C.Huang
- Zanthoxylum campicola Reynel
- Zanthoxylum canalense (Guillaumin) P.G.Waterman
- Zanthoxylum capense (Thunb.) Harv.
- Zanthoxylum caribaeum Lam.
- Zanthoxylum caudatum Alston
- Zanthoxylum celebicum Koord.
- Zanthoxylum chalybeum Engl.
- Zanthoxylum chevalieri P.G.Waterman
- Zanthoxylum chocoense Reynel
- Zanthoxylum chuquisaquense Reynel
- Zanthoxylum ciliatum Engl.
- Zanthoxylum claessensii (De Wild.) P.G.Waterman
- Zanthoxylum clava-herculis L.
- Zanthoxylum coco Gillies ex Hook. & Arn.
- Zanthoxylum collinsiae Craib
- Zanthoxylum comosum (Herzog) P.G.Waterman
- Zanthoxylum compactum (Huber ex Albuq.) P.G.Waterman
- Zanthoxylum conspersipunctatum Merr. & L.M.Perry
- Zanthoxylum cucullatipetalum Guillaumin
- Zanthoxylum davyi (I.Verd.) P.G.Waterman
- Zanthoxylum decaryi H.Perrier
- Zanthoxylum delagoense P.G.Waterman
- Zanthoxylum deremense (Engl.) Kokwaro
- Zanthoxylum dimorphophyllum Hemsl.
- Zanthoxylum dinklagei (Engl.) P.G.Waterman
- Zanthoxylum dipetalum H.Mann
- Zanthoxylum dissitum Hemsl.
- Zanthoxylum djalma-batistae (Albuq.) P.G.Waterman
- Zanthoxylum domingense (Krug & Urb.) J.Jiménez Alm.
- Zanthoxylum dumosum A.Rich.
- Zanthoxylum echinocarpum Hemsl.
- Zanthoxylum ekmanii (Urb.) Alain
- Zanthoxylum eliasii D.M.Porter
- Zanthoxylum esquirolii H.Lév.
- Zanthoxylum fagara (L.) Sarg.
- Zanthoxylum fauriei (Nakai) Ohwi
- Zanthoxylum finlaysonianum Wall.
- Zanthoxylum flavum Vahl
- Zanthoxylum foliolosum Donn.Sm.
- Zanthoxylum forbesii T.G.Hartley
- Zanthoxylum formiciferum (Cuatrec.) P.G.Waterman
- Zanthoxylum gardneri Engl.
- Zanthoxylum gentryi Reynel
- Zanthoxylum gillespieanum (A.C.Sm.) A.C.Sm.
- Zanthoxylum gilletii (De Wild.) P.G.Waterman
- Zanthoxylum glomeratum C.C.Huang
- Zanthoxylum grandifolium Tul.
- Zanthoxylum haitiense (Urb.) J.Jiménez Alm.
- Zanthoxylum hamadryadicum Pirani
- Zanthoxylum harrisii P.Wilson
- Zanthoxylum hartii (Krug & Urb.) P.Wilson
- Zanthoxylum hawaiiense Hillebr.
- Zanthoxylum heitzii (Aubrév. & Pellegr.) P.G.Waterman
- Zanthoxylum heterophyllum (Lam.) Sm.
- Zanthoxylum holtzianum (Engl.) P.G.Waterman
- Zanthoxylum huberi P.G.Waterman
- Zanthoxylum humile (E.A.Bruce) P.G.Waterman
- Zanthoxylum impressinervium Reynel
- Zanthoxylum impressocordatum Reynel
- Zanthoxylum integrifoliolum (Merr.) Merr.
- Zanthoxylum integrum Aver.
- Zanthoxylum iwahigense Elmer
- Zanthoxylum jamaicense P.Wilson
- Zanthoxylum kauaense A.Gray
- Zanthoxylum khasianum Hook.f.
- Zanthoxylum kleinii (R.S.Cowan) P.G.Waterman
- Zanthoxylum kwangsiense (Hand.-Mazz.) Chun ex C.C.Huang
- Zanthoxylum laetum Drake
- Zanthoxylum laurentii (De Wild.) P.G.Waterman
- Zanthoxylum leiboicum C.C.Huang
- Zanthoxylum lemairei (De Wild.) P.G.Waterman
- Zanthoxylum lenticellosum (Urb. & Ekman) J.Jiménez Alm.
- Zanthoxylum lenticulare Reynel
- Zanthoxylum lepidopteriphilum Reynel
- Zanthoxylum leprieurii Guill. & Perr.
- Zanthoxylum leratii Guillaumin
- Zanthoxylum liboense C.C.Huang
- Zanthoxylum limoncello Planch. & Oerst.
- Zanthoxylum lindense (Engl.) Kokwaro
- Zanthoxylum macranthum (Hand.-Mazz.) C.C.Huang
- Zanthoxylum madagascariense Baker
- Zanthoxylum magnifasciculatum Reynel
- Zanthoxylum magnifructum Reynel
- Zanthoxylum mananarense H.Perrier
- Zanthoxylum mantaro (J.F.Macbr.) J.F.Macbr.
- Zanthoxylum maranionense Reynel
- Zanthoxylum martinicense (Lam.) DC.
- Zanthoxylum mauriifolium Reynel
- Zanthoxylum mayu Bertero
- Zanthoxylum megistophyllum (B.L.Burtt) T.G.Hartley
- Zanthoxylum melanostictum Schltdl. & Cham.
- Zanthoxylum mezoneurispinosum (Aké Assi) W.D.Hawth.
- Zanthoxylum micranthum Hemsl.
- Zanthoxylum mildbraedii (Engl.) P.G.Waterman
- Zanthoxylum minahassae Koord.
- Zanthoxylum molle Rehder
- Zanthoxylum mollissimum (Engl.) P.Wilson
- Zanthoxylum monogynum A.St.-Hil.
- Zanthoxylum motuoense C.C.Huang
- Zanthoxylum multijugum Franch.
- Zanthoxylum myriacanthum Wall. ex Hook.f.
- Zanthoxylum myrianthum (A.C.Sm.) P.G.Waterman
- Zanthoxylum nadeaudii Drake
- Zanthoxylum nashii P.Wilson
- Zanthoxylum nebuletorum (Herzog) P.G.Waterman
- Zanthoxylum nemorale Mart.
- Zanthoxylum neocaledonicum Baker f.
- Zanthoxylum nigrum Mart.
- Zanthoxylum nitidum (Roxb.) DC.
- Zanthoxylum novoguineense T.G.Hartley
- Zanthoxylum oahuense Hillebr.
- Zanthoxylum oreophilum (Guillaumin) P.G.Waterman
- Zanthoxylum ovalifolium Wight
- Zanthoxylum ovatifoliolatum (Engl.) Finkelstein
- Zanthoxylum oxyphyllum Edgew.
- Zanthoxylum panamense P.Wilson
- Zanthoxylum pancheri P.S.Green
- Zanthoxylum paniculatum Balf.f.
- Zanthoxylum paracanthum (Mildbr.) Kokwaro
- Zanthoxylum paulae (Albuq.) P.G.Waterman
- Zanthoxylum pentandrum (Aubl.) R.A.Howard
- Zanthoxylum petenense Lundell
- Zanthoxylum petiolare A.St.-Hil. & Tul.
- Zanthoxylum phyllopterum (Griseb.) Wright
- Zanthoxylum piasezkii Maxim.
- Zanthoxylum pilosiusculum (Engl.) P.G.Waterman
- Zanthoxylum pilosulum Rehder & E.H.Wilson
- Zanthoxylum pimpinelloides (Lam.) DC.
- Zanthoxylum pinnatum (J.R.Forst. & G.Forst.) W.R.B.Oliv.
- Zanthoxylum piperitum (L.) DC.
- Zanthoxylum pluviatile T.G.Hartley
- Zanthoxylum poggei (Engl.) P.G.Waterman
- Zanthoxylum psammophilum (Aké Assi) P.G.Waterman
- Zanthoxylum pseudoxyphyllum Babu
- Zanthoxylum pteracanthum Rehder & E.H.Wilson
- Zanthoxylum pucro D.M Porter
- Zanthoxylum punctatum Vahl
- Zanthoxylum quassiifolium (Donn.Sm.) Standl. & Steyerm.
- Zanthoxylum quinduense Tul.
- Zanthoxylum renieri (G.C.C.Gilbert) P.G.Waterman
- Zanthoxylum retroflexum T.G.Hartley
- Zanthoxylum retusum (Albuq.) P.G.Waterman
- Zanthoxylum rhetsa (Roxb.) DC.
- Zanthoxylum rhodoxylum (Urb.) P.Wilson
- Zanthoxylum rhoifolium Lam.
- Zanthoxylum rhombifoliolatum C.C.Huang
- Zanthoxylum riedelianum Engl.
- Zanthoxylum rigidum Humb. & Bonpl. ex Willd.
- Zanthoxylum rubescens Planch. ex Hook.
- Zanthoxylum sambucirhachis Reynel
- Zanthoxylum sarasinii Guillaumin
- Zanthoxylum scandens Blume
- Zanthoxylum schinifolium Siebold & Zucc.
- Zanthoxylum schlechteri Guillaumin
- Zanthoxylum schreberi (J.F.Gmel.) Reynel ex C.Nelson
- Zanthoxylum setulosum P.Wilson
- Zanthoxylum simulans Hance
- Zanthoxylum spinosum (Sw.) Sw.
- Zanthoxylum sprucei Engl.
- Zanthoxylum stelligerum Turcz.
- Zanthoxylum stenophyllum Hemsl.
- Zanthoxylum subspicatum H.Perrier
- Zanthoxylum syncarpum (Tul.) Tul. ex B.D.Jacks.
- Zanthoxylum taediosum A.Rich.
- Zanthoxylum tambopatense Reynel
- Zanthoxylum tenuipedicellatum (Kokwaro) Vollesen
- Zanthoxylum tetraphyllum (Urb. & Ekman) J.Jiménez Alm.
- Zanthoxylum tetraspermum Wight & Arn.
- Zanthoxylum thomense (Engl.) A.Chev. ex P.G.Waterman
- Zanthoxylum thorncroftii (I.Verd.) P.G.Waterman
- Zanthoxylum thouvenotii H.Perrier
- Zanthoxylum tidorense Miq.
- Zanthoxylum timoriense Span.
- Zanthoxylum tingana Reynel
- Zanthoxylum tingoassuiba A.St.-Hil.
- Zanthoxylum tomentellum Hook.f.
- Zanthoxylum tragodes (L.) DC.
- Zanthoxylum trijugum (Dunkley) P.G.Waterman
- Zanthoxylum tsihanimposa H.Perrier
- Zanthoxylum undulatifolium Hemsl.
- Zanthoxylum unifoliolatum Groppo & Pirani
- Zanthoxylum usambarense (Engl.) Kokwaro
- Zanthoxylum usitatum Pierre ex Laness.
- Zanthoxylum venosum Leonard
- Zanthoxylum verrucosum (Cuatrec.) P.G.Waterman
- Zanthoxylum vinkii T.G.Hartley
- Zanthoxylum viride (A.Chev.) P.G.Waterman
- Zanthoxylum vitiense A.C.Sm.
- Zanthoxylum wutaiense I.S.Chen
- Zanthoxylum xichouense C.C.Huang
- Zanthoxylum yakumontanum (Sugim.) Nagam.
- Zanthoxylum yuanjiangensis C.C.Huang
- Zanthoxylum zanthoxyloides (Lam.) Zepern. & Timler

... · 
Acradenia · 
Acronychia · 
Aegle · 
Afraegle · 
Amyris · 
Casimiroa · 
Choisya · 
Citrus · 
Clausena · 
Dictamnus · 
Diplolaena · 
Fortunella · 
Limonia · 
Melicope · 
Murraya · 
Phellodendron · 
Poncirus · 
Ptelea · 
Ruta · 
Skimmia · 
Tetradium · 
Vangueriella · 
Vepris · 
Zanthoxylum · 
Zieria · 
...